# Вешки (Калужская область)
Вешки — урочище, бывшее село, на территории Калужской области, историческое духовное место, центр древней волости Вешки. Часть волости далее отошла к Морозовской волости, где проживали медынские карелы.
Вежники — особая группа населения, возможно живущие в вежах (шатрах кочевников, чумах) — лопари и/или карелы.

## География
Находилась на территории современного Износковского района Калужской области, на левом берегу реки Изверь.
Ближайший существующий населённый пункт — деревня Дурово.

## История
В 1504 году Иван III завещал: «Да сыну же своему Василью даю… город Медынь и Радомль и с Вешками по Угру».
В 1609 году в Вешках прихожанами строится деревянная церковь святого Пророка Илии.
В 1703 году этими землями владели Григорий Степанович Бобрищев-Пушкин и Ерофей Богданович Чернышев.
В 1782 году к погосту Вешки и церкви относилось 75 десятин 2 202 сажени земли.
Кёппен относил Вешки к числу «карельских» селений, жители которых были вывезены помещиками из пограничных с Тверской губернией мест Гжатского уезда в 60-х и 70-х годах XVIII века, несмотря на то, что в селе на тот момент жило лишь духовенство.
По данным на 1859 года Вешки — село духовного ведомства в Медынском уезде с 4 дворами и 21 жителеи.
В 1852 году к деревянной церкви села пристроена колокольня, в 1862 — боковые прирубы. Однако поскольку даже после расширения здание не могло вместить всех прихожан, по инициативе священника И. И. Маркова, начато строительство новой церкви, завершённое в 1892 году.
После реформы 1861 года Вешки вошли в Дороховскую волость. В 1914 году население села составляло 31 человек.
В советские годы селение входило в состав Ворсобинского сельсовета, носило имя Ударник и состояло из 6 дворов.